# Ducat de Lió
El Ducat de Lió fou una antiga jurisdicció situada a la riba oest del riu Saona i del Roine.
En el moment del Tractat de Verdun (843), que va repartir l'Imperi Carolingi, Lotari I va rebre, a més a més de la França mitjana i el regne d'Itàlia (855-962) els comtats situats a la riba esquerra del riu Saona (Saône) i del Roine així com els situats a la riba dreta del Roine. El 844 es va constituir un govern de facto anomenat ducat de Lió, que estava compost dels pagus del Lionès, Forez, Beaujolais i alters menors i dels pagus del Vienès i del Vivarès. Lotari I va designar a Girard del Rosselló com a duc d'aquesta unitat administrativa i després de la mort de l'emperador el 855, el seu fill Carles de Provença va rebre el regne de Provença que incloïa - a la seva part nord - el ducat de Lió (regió anomenada Borgonya Cisjurana) i al sud la Provença. Com que Carles només tenia uns 10 anys, Girard, que era el seu preceptor, va assolir la regència. Es va oposar a l'intent de Lluís II el Jove d'apoderar-se del regne (856). El 859, es va signar un tractat entre Lotari II de Lotaríngia i el seu germà Carles de Provença, en virtut del qual Carles reconeixia el seu germà Lotari com a hereu. El 859 els normands van arribar per la costa fins a la Camarga on van establir la seva base. Des d'aquest punt el mateix 859 o el 860 van remuntar el Roine pels dos costats i van arribar fins a Valence. Girard del Rosselló va reunir les forces del regne i els va poder derrotar en aquesta ciutat. A la tardor del 861, Girart defensà també el regne contra les pretensions de Carles el Calb; aquest últim s'avança fins a Mâcon amb l'excusa d'ajudar els provençals contra els normands; però Girard es va disposar a marxar contra Carles amb l'exèrcit del país i Carles no va gosar avançar més i va decidir retornar a França. En les actes de l'assemblea del regne s'anomena a Girard com el primer entre dotze comtes que hi van assistir i per diversos documents se sap que era comte i a més a més duc.
A la mort de Carles de Provença el 863, el germà d'aquest, l'emperador Lluís II el Jove rei d'Itàlia, arribà el primer per atorgar-se la Provença. Lotari II de Lotaríngia arribà massa tard i no va poder fer respectar l'acord de 859. Tanmateix Girard va conservar els comtats de Lió, Vienne i Vivarais, que formaven el ducat de Lió o dels Lionès (Lyonnais), i va portar aquest darrer títol (duc de Lió) per l'acord de Mantaille del 30 d'abril del 863, quedant la zona dins el domini de Lotari II; la Provença pel seu costat passa sota el domini directe de Lluís II el Jove. Girart esdevingué el primer conseller de Lotari II.
L'agost del 869, després de la mort de Lotari II de Lotaríngia, Girard va reprendre la lluita contra Carles el Calb. Després d'escaramusses al Berry, i l'Auxerrois, Girard tornà a les seves terres lioneses i es tancà a Viena del Delfinat, ja que els dos oncles del difunt (Lluís el Germànic i Carles el Calb) tenien els dos pretensions sobre el regne del seu nebot difunt. De resultes del tractat de Meerssen (8 d'agost del 870) que organitza la successió de Lotari II de Lotaríngia entre Lluís el Germànic i Carles el Calb; el duc Girard refusà aquest repartiment i entrà en rebel·lió contra Carles. Però aquest darrer, amb el suport dels arquebisbes de Lió i de Viena del Delfinat (Vienne), atacà el desembre els exèrcits de Girard manats per la seva dona Berta a Vienne. La ciutat va resistir durant mesos, però les tropes reials van devastar la rodalia i Girard va demanar una capitulació honorable. Girard cedí llavors Viena del Delfinat a Carles el Calb que en prengué possessió la vigília de Nadal de l'any 870. Carles va incorporar el Lionès, el Vienès (i el Vivarès) al seu regne i el gener del 871, va nomenar a Bosó V de Provença, governador del Lionès i del Vienès, càrrec ocupat fins llavors per Girard. Girard i la seva dona es van poder retirar en pau. Berta va morir el 873 i Girard el 874 deixant només una filla. El Lionès fou donat per administrat a Guillem III el Pietós (comte d'Alvèrnia i duc d'Aquitània 886-918) del que va passar al seu fill Guillem IV d'Aquitània el Jove que del repartiment de territoris feta el 926 va originar els comtats de Lió i Forez i la senyoria de Beaujeu.